# 지옥 12관문
"지옥 12관문"은 한국에서 제작된 이혁수 감독의 1980년 액션 영화이다. 거룡 등이 주연으로 출연하였고 박종찬 등이 제작에 참여하였다.

## 출연

### 주연
- 거룡
- 김민정
- 김영일
- 최봉

## 기타
- 조명: 정경희
- 녹음: 손인호
- 미술: 도용우